# こころネット
こころネット株式会社（Cocolonet CO., LTD.）は、福島県福島市に本社を置き、冠婚葬祭を業務とする企業。東京証券取引所スタンダード市場上場。

## 概要
グループ会社により、福島県、山形県、栃木県、茨城県を主なエリアとして、冠婚葬祭事業や石材の販売などを手掛けている。葬祭事業に関しては、福島県の農業協同組合が出資したJAライフクリエイト福島から業務委託を受けている。
1892年に葬具の取り扱いを目的として玉野屋が福島市に、1929年に菅野石材店が福島県伊達市にそれぞれ創業。以降は玉野屋を源流とするアイトゥアイ・グループと菅野石材店を源流としたカンノ・グループによって事業を継続してきた。
2004年にカンノ・グループが冠婚葬祭事業に参入する事になったため、アイトゥアイ・グループと競業関係となる事になった。両グループは経営統合の協議を進め、2005年11月に両グループは経営統合を行う事で合意し、持株会社としてカンノ・コーポレーション株式会社が発足した。カンノ・コーポレーションは2006年4月にこころネット株式会社へ商号変更されたと同時に経営統合を実施した。経営統合後は、福島県外へも事業を拡大している。

## 沿革
- 1892年 - 福島市にて玉野屋を創業。
- 1929年10月 - 福島県掛田町にて菅野石材店を創業。
- 1956年3月 - 玉野屋が福島霊柩自動車合資会社の事業を譲受。福島霊柩自動車合資会社の商号を合資会社玉野屋本店へ変更。
- 1962年2月 - 有限会社玉野屋本店を設立。
- 1966年3月 - 菅野石材店を有限会社菅野石材工業として法人へ改組。
- 2006年4月 - 玉野屋を源流とするアイトゥアイ・グループと菅野石材店を源流としたカンノ・グループが経営統合し、持株会社となるこころネット株式会社が発足。
- 2008年4月 - 株式会社たまのや（初代）を吸収合併。葬祭事業は新設された株式会社たまのや（2代）が継承。
- 2012年4月 - JASDAQ上場。
- 2013年4月 - 株式会社郡山グランドホテルを子会社化[3]。
- 2014年
  - 4月 - 郡山グランドホテルの商号を株式会社With Weddingへ変更。
  - 10月 - たまのやのロゴマークを一新。
- 2015年7月 - 有限会社牛久葬儀社を子会社化[4]。
- 2017年
  - 9月 - たまのやが牛久葬儀社を吸収合併。
  - 12月 - 有限会社玉橋を子会社化[5]。
- 2018年12月 - 株式会社北関東互助センターを子会社化[6]。
- 2019年4月 - たまのやが玉橋を吸収合併。
- 2023年9月 - 喜月堂ホールディングス株式会社を子会社化[7][8]。
- 2024年2月 - 喜月堂ホールディングスが株式会社セレオ、株式会社四季、有限会社喜月堂を吸収合併[9][10]。喜月堂ホールディングスの商号を株式会社喜月堂セレオに変更。

## 子会社
- 株式会社たまのや
- カンノ・トレーディング株式会社
- 株式会社With Wedding
- 株式会社フルール
- 株式会社ハートライン
- 株式会社北関東互助センター
- カンノ・トレーディング・ベトナム有限会社
- 喜月堂セレオ株式会社